# Golfo San José
Golfo San José är en vik i Argentina.   Den ligger i provinsen Chubut, i den södra delen av landet, 1 000 km sydväst om huvudstaden Buenos Aires.